# Praia da Costa Dourada
Praia da Costa Dourada é um trecho do litoral de Mucuri, município do estado brasileiro da Bahia. A praia situa-se afastada do centro da cidade de Mucuri, na porção sul dos 45 quilômetros de costa do seu território, mais próximo ao povoado de 31 de Março e à divisa da Bahia com o Espírito Santo. Ao norte estão as praias dos Coqueiros e do Domingo e ao sul, as praias Dois, dos Lençóis, Caçimba do Padre e por último do Riacho Doce.
A paisagem da praia é marcada por dois córregos que nela desaguam, pela vegetação de restinga, pelas falésias vermelhas com mais de quinze metros de altura e pela cor dourada da areia. É identificada como ponto turístico e cartão-postal de Mucuri, direcionado ao turismo de aventura e ao ecoturismo. Além disso, integra a região da Costa Dourada (composta também por outras praias) protegida por lei municipal desde 1999 na categoria de área de proteção ambiental (APA), denominada Área de Proteção Ambiental de Costa Dourada.